# Le Ménil-Ciboult
Le Ménil-Ciboult è un comune francese di 111 abitanti situato nel dipartimento dell'Orne nella regione della Normandia.
Il territorio comunale è bagnato dalle acque del fiume Noireau.

## Società

### Evoluzione demografica
Abitanti censiti